# Киргизы в Афганистане
Киргизы в Афганистане — одно из тюркоязычных меньшинств республики Афганистан.

## Оценки численности и образ жизни
По оценкам, общая численность киргизов в стране от 700 до 2000 человек, компактно проживающих в Ваханском коридоре, что позволяет им сохранять свой язык и этническое самосознание. Памирские киргизы появились на территории современного Афганистана с конца XVI века, постепенно заселив суровый высокогорный Ваханский коридор на северо-востоке страны. Из-за своей географической изоляции, данная группа киргизов была практически не затронута советизацией, а потому с одной стороны, она в большей степени сохранила традиционный уклад жизни кочевников-киргизов, а с другой восприняла более радикальную форму ислама. Исламизация постепенно приводит к демографическому упадку местных киргизов. Зажиточные баи имеют 4-5 жён, а бедняки не могут себе позволить ни одной. Доля женщин среди афганских киргизов составляет всего 35 %, что также объясняется высокой материнской смертностью, отсутствием врачей, антисанитарией, дефицитом мыла. Основное занятие ваханских киргизов — высокогорное скотоводство (яки). По утверждению исследователя Князева (2002), до 90 % всех ваханских киргизов также вовлечены в наркоторговлю опиумом, многие также сами являются наркозависимыми. В других регионах страны, где дисперсно расселённые киргизы подверглись таджикизации, они также занимаются земледелием.

## История
Проникновение киргизов в высокогорный Памир началось после 1575 года. В 1653 году киргизы проникли на территорию Афганистана
Киргизы сосредоточены на крайнем востоке провинции Бадахшан, в труднодоступных горных районах. Появление киргизов на территории Афганистана происходило в разные периоды. А. Н. Бернштам пишет, что «в XVII веке киргизы распространили свою власть на Памир, заняв в 1653 г. Кара-Тегин и Гиссар, затем дошли даже до Балха, то есть Афганистана, где и поныне имеются группы киргизской народности». В 1834 году войска кокандского хана Мухаммад Али выдавили из Каратегина на Памир киргизов рода Кесек, заселивших Большой Памир и Аличурскую долину. В начале XX века с Мургаба на Афганский Памир переселилась часть рода сары тейит во главе с Рахманкул-ханом. Афганские киргизы занимаются полукочевым скотоводством, совершая переходы в районах Большого и Малого Памира.
Число киргизов в республике в этот период превысилo 10 000 человек, в дальнейшем сокращаясь в результате военных действий, высокой смертности и эмиграции в Пакистан и Турцию.

### Периоды правления кыргызских ханов
У афганских киргизов сохраняется традиция назначения своих ханов. В скобках указаны даты вступления в должность.
- Оджалы-хан (1875)
- Козубай-хан (1905)
- Маматкерим-хан (1938)
- Толубай-хан (1950)
- Рахманкул-хан (1978)
- Абдурашит-хан (1979-2008)
- Турду-акун - лидер кыргызов Большого памира
- Абдырашит уулу Рушан (2008-н.в)[5]

## До и после войны
До 1973 года киргизы были одним из официальных народов республики численностью около 7-10 тыс. человек, который обязался обеспечивать охрану государственной границы Афганистана в этом участке на правах государственной пограничной службы. С тех пор, из-за крайне нестабильной социально-политической обстановки, численность киргизов в республике сократилась до 2 000 человек. Определённую роль в этом сыграло массовое бегство киргизов в Пакистан и дальнейшее переселение Турцию, куда они были приняты в качестве беженцев. Выделяются две зоны концентрации киргизов: Малый Афганский Памир, где живут 1 100 чел., и Большой Афганский Памир (около 700).

## Возможность переселения
В мае 2012 года представители общины встречались с руководством Киргизии для выяснения возможности переселения из Афганистана в Киргизии в статусе кайрылманов в связи с тяжелым условиями проживания. Данная инициатива имеет своих сторонников и противников, как и в самой общине, так и в Киргизии.